# Oswald Kranz
Oswald Kranz (* 5. November 1953 in Eschen) ist ein liechtensteinischer Politiker (VU).

## Biografie
Oswald Kranz wurde 1953 als Sohn des Landwirts Albert Kranz und dessen Frau Philomena (geborene Gstöhl) geboren. Er hat sechs Geschwister, darunter den späteren Landtagsabgeordneten Günther Kranz. Von 1966 bis 1969 besuchte er die Realschule in Eschen. Danach machte er von 1969 bis 1972 eine kaufmännische Lehre bei der Presta AG in Eschen. Später erfolgte eine Weiterbildung zum Versicherungskaufmann. Ab 1998 war Kranz Leiter der Landesvertretung Liechtenstein der Concordia Schweizerische Kranken- und Unfallversicherung und ab 2005 gehörte er der Direktion des Gesamtunternehmens an. Am 1. Juli 2014 trat er aus Altersgründen von diesen beiden Posten zurück.
Von 1984 bis 1992 war er Rechnungsrevisor der Gemeinde Eschen. Von 1986 bis 1992 war er Vizeparteipräsident der Vaterländischen Union. Von 1989 bis 2001 war Kranz für seine Partei Mitglied des liechtensteinischen Landtages. Erstmals 1989 gewählt, erfolgte bei den beiden Landtagswahlen im Februar und im Oktober 1993 sowie im Jahr 1997 jeweils seine Wiederwahl. Als Landtagsabgeordneter war er Mitglied der Geschäftsprüfungskommission. 1992 löste er Otto Hasler als Parteipräsident der Vaterländischen Union ab. Kranz selbst wurde 2001 von Heinz Frommelt als Parteipräsident abgelöst.
Kranz ist verheiratet und hat vier Kinder. Für seine Verdienste um das Land Liechtenstein verlieh ihm Fürst Hans-Adam II. am 2. Dezember 2011 das Komturkreuz des Fürstlich Liechtensteinischen Verdienstordens.